# Landtagswahlkreis Breisgau
Der Wahlkreis Breisgau (Wahlkreis 48) ist ein Landtagswahlkreis in Baden-Württemberg. Er umfasste bei der Landtagswahl 2021 die Gemeinden Au, Auggen, Bad Krozingen, Badenweiler, Ballrechten-Dottingen, Bötzingen, Bollschweil, Breisach am Rhein, Buggingen, Ebringen, Ehrenkirchen, Eichstetten am Kaiserstuhl, Eschbach, Hartheim, Heitersheim, Horben, Ihringen, Merdingen, Merzhausen, Müllheim, Münstertal/Schwarzwald, Neuenburg am Rhein, Pfaffenweiler, Sölden, Staufen im Breisgau, Sulzburg, Vogtsburg im Kaiserstuhl und Wittnau des Landkreises Breisgau-Hochschwarzwald, sowie die Gemeinden Kandern, Malsburg-Marzell, und Schliengen des Landkreises Lörrach.
Die Grenzen der Landtagswahlkreise wurden nach der Kreisgebietsreform von 1973 zur Landtagswahl 1976 grundlegend neu zugeschnitten und seitdem nur punktuell geändert. Überdurchschnittliches Bevölkerungswachstum in der Region Basel erforderte zur Landtagswahl 2011 eine Verkleinerung des benachbarten Wahlkreises Lörrach. So wurden aus diesem Wahlkreis die Gemeinden Kandern, Malsburg-Marzell und Schliengen dem Wahlkreis Breisgau zugeordnet, der jedoch selbst eine überdurchschnittliche Bevölkerungszahl und ein schnelles Wachstum aufweist. Deswegen wurden gleichzeitig die Gemeinden Gottenheim, March, Schallstadt und Umkirch an den Wahlkreis Freiburg II angegliedert.

## Wahl 2021
Die Landtagswahl 2021 hatte folgendes Ergebnis:
| Direktkandidat   | Partei       | Stimmen in % | Landtagswahl 2016 Stimmen in % |
| ---------------- | ------------ | ------------ | ------------------------------ |
| Reinhold Pix     | Grüne        | 37,7         | 35,1                           |
| Patrick Rapp     | CDU          | 23,9         | 27,8                           |
| Martina Böswald  | AfD          | 7,0          | 11,5                           |
| Birte Könnecke   | SPD          | 10,3         | 12,2                           |
| Helge Kaltenbach | FDP          | 9,0          | 7,4                            |
| Rolf Seifert     | DIE LINKE    | 3,7          | 2,6                            |
| Patrick Throm    | ödp          | 0,8          | 0,7                            |
| Michael Daub     | Die PARTEI   | 1,6          | –                              |
| Wolfgang Risch   | Freie Wähler | 2,8          | –                              |
| Uwe Rieken       | dieBasis     | 1,2          | –                              |
| Jasmin Wilbers   | KlimalisteBW | 1,0          | –                              |
| Ulrich Gläser    | WiR2020      | 1,0          | –                              |
| –                | Sonstige     | –            | 2,7                            |

## Wahl 2016
Die Landtagswahl 2016 hatte folgendes Ergebnis:
| Direktkandidat  | Partei           | Stimmen in % | Landtagswahl 2011 Stimmen in % |
| --------------- | ---------------- | ------------ | ------------------------------ |
| Bärbl Mielich   | B’90/Die Grünen  | 35,1         | 30,2                           |
| Patrick Rapp    | CDU              | 27,8         | 33,5                           |
| Birte Könnecke  | SPD              | 12,2         | 24,9                           |
| Volker Kempf    | AfD              | 11,5         | –                              |
| Vincenz Wissler | FDP              | 07,4         | 05,5                           |
| Thomas Grein    | DIE LINKE        | 02,6         | 02,3                           |
| Christine Batt  | Tierschutzpartei | 01,4         | –                              |
| Petra Coenders  | ALFA             | 00,8         | –                              |
| Ralf Preuß      | ödp              | 00,7         | –                              |
| Andreas Boltze  | NPD              | 00,3         | 00,4                           |
| Peter Bulke     | REP              | 00,3         | 01,0                           |

## Wahl 2011
Die Landtagswahl 2011 hatte folgendes Ergebnis:
| Direktkandidat          | Partei          | Stimmen in % | Landtagswahl 2006 Stimmen in % |
| ----------------------- | --------------- | ------------ | ------------------------------ |
| Patrick Rapp            | CDU             | 33,5         | 44,7                           |
| Bärbl Mielich           | B’90/Die Grünen | 30,2         | 13,8                           |
| Christoph Bayer         | SPD             | 24,0         | 25,7                           |
| Martin Cammerer         | FDP             | 05,5         | 09,6                           |
| Hanspeter Egel-Fischer  | DIE LINKE       | 02,3         | WASG: 2,5                      |
| Florian Zumkeller-Quast | Piraten         | 01,8         | –                              |
| Peter Bulke             | REP             | 01,0         | 01,6                           |
| Hildegard Stöber        | AUF             | 00,8         | –                              |
| Gerhard Rotzler         | PBC             | 00,5         | 00,7                           |
| Klaus Louis             | NPD             | 00,4         | 00,0                           |
| –                       | Sonstige        | –            | 01,3                           |

## Wahl 2006
Die Landtagswahl 2006 hatte folgendes Ergebnis:
| Direktkandidat          | Partei                          | Stimmen in % | Landtagswahl 2001 Stimmen in % |
| ----------------------- | ------------------------------- | ------------ | ------------------------------ |
| Gundolf Fleischer       | CDU                             | 44,9         | 44,6                           |
| Christoph Bayer         | SPD                             | 26,0         | 33,9                           |
| Bärbl Mielich           | Grüne                           | 14,1         | 10,3                           |
| Bernhard Dechant        | FDP                             | 08,5         | 06,9                           |
| Angela Duelli           | WASG                            | 02,7         | –                              |
| Jörg Prühl              | REP                             | 01,6         | 02,6                           |
| Jan Adolph              | Partei Mensch Umwelt Tierschutz | 00,9         | 01,2                           |
| Markus Widenmeyer       | PBC                             | 00,6         | –                              |
| Christof Stocker        | ödp                             | 00,3         | 00,5                           |
| Monika Jackisch-Pfister | ADM                             | 00,3         | –                              |

## Abgeordnete seit 1976
Bei den Landtagswahlen in Baden-Württemberg hat jeder Wähler nur eine Stimme, mit der sowohl der Direktkandidat als auch die Gesamtzahl der Sitze einer Partei im Landtag ermittelt werden. Dabei gibt es keine Landes- oder Bezirkslisten, stattdessen werden zur Herstellung des Verhältnisausgleichs unterlegenen Wahlkreisbewerbern Zweitmandate zugeteilt.
Den Wahlkreis Breisgau vertraten seit 1976 folgende Abgeordnete im Landtag:
| Partei | Art des Mandats | Gewählte |
| ------ | --------------- | --- |
| CDU    | Erstmandat      | Gundolf Fleischer 1976, 1980, 1984, 1988, 1992, 1996, 2001, 2006 Patrick Rapp 2011                                                                   |
| CDU    | Zweitmandat     | Patrick Rapp 2016, 2021 |
| Grüne  | Erstmandat      | Bärbl Mielich 2016 Reinhold Pix 2021 |
| Grüne  | Zweitmandat     | Stephanie Günther 1996 Bärbl Mielich 2006, 2011 |
| SPD    | Zweitmandat     | Ulrich Brinkmann 1984, 1988, 1992, 1996, verstorben am 1. Dezember 2000 Hans Vogt, nachgerückt am 12. Dezember 2000 Christoph Bayer 2001, 2006, 2011 |